# Ben Howard

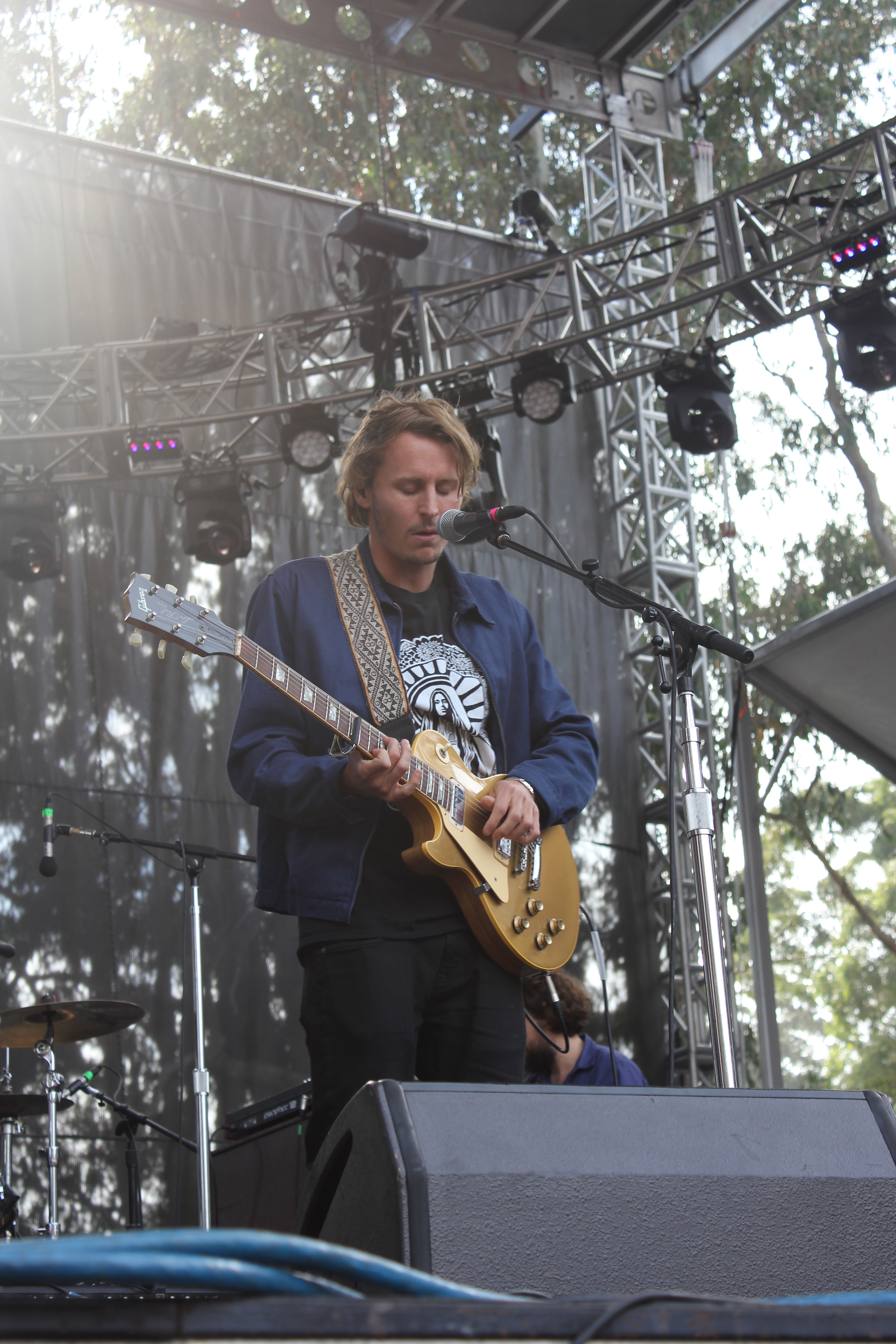
Ben Howard (2014)

Benjamin John „Ben“ Howard (* 24. April 1987 in Totnes) ist ein englischer Singer-Songwriter.

## Biografie
Howard wurde durch die Plattensammlung seiner Eltern, die Künstler der 1960er und 1970er Jahre wie Bob Dylan, Van Morrison, Richie Havens oder Joni Mitchell beinhaltete, beeinflusst. Seine Mutter spielte Gitarre und Flöte und nahm bei Open-mic-Nächten der Dartingtons Hochschule für Musik teil. Sein Vater, ein Innenarchitekt, spielte hin und wieder Gitarre.
Ben Howard lernte an der Torquay Boys’ Grammar School. Anschließend studierte er Journalismus. Sechs Monate vor Abschluss des Studiums brach er dieses jedoch ab, um sich seiner künstlerischen Laufbahn zu widmen.
Howard trat anfangs in kleinerem Rahmen in Großbritannien auf und als seine Konzerte schon Monate im Voraus ausverkauft waren, wurde ihm durch das Label Island Records ein Plattenvertrag angeboten. Überzeugt von der Geschichte des Labels, welches Künstler wie Nick Drake und John Martyn unter Vertrag hatte, unterschrieb Howard.
2011 erschienen die Singles Old Pine, The Wolves und Keep Your Head Up, von denen letztere die britischen Singlecharts erreichten. Am 3. Oktober 2011 erschien sein erstes Album Every Kingdom. Howard ging ab August 2011 auf eine Tour durch Europa und die USA. Am 31. Oktober 2012 veröffentlichte Ben Howard The Burgh Island EP mit der Single Esmerelda.
Howard spielte 2012 auf zahlreichen großen internationalen Festivals wie T In The Park und South by Southwest. Vom Konzert beim Antigel Festival in Genf sendete Deutschlandradio Wissen am 7. September 2012 einen Mitschnitt.
Auf der Bühne wird er regelmäßig begleitet von India Bourne (Gitarre, Cello, Keyboard, Ukulele, Bass, Perkussion, Begleitgesang) und Chris Bond (Gitarre, Bass, Schlagzeug, Perkussion, Keyboard, Akkordeon, Begleitgesang).
Seit 2017 spielt er neben seinen ehemaligen Bandkollegen Mickey Smith, Kyle Keegan, Nat Wason, Rich Thomas und India Bourne in der Indie-Folk-Band A Blaze Of Feather, mit Mickey Smith als Leadsänger der Gruppe. A Blaze Of Feather ist außerdem die erste unter Vertrag genommene Band seines im Jahre 2017 gegründeten Plattenlabels Hell Up Records.
Im Jahr 2022 erlitt Howard innerhalb kürzester Zeit zwei leichte Schlaganfälle. Diese Erlebnisse waren weitgehend der Grund für die Aufnahme und Veröffentlichung seines fünften Studioalbums "Is It?".

## Diskografie

### Alben
| Jahr | Titel Musiklabel                                            | Höchstplatzierung, Gesamtwochen, AuszeichnungChartplatzierungen (Jahr, Titel, Musiklabel, Platzierungen, Wochen, Auszeichnungen, Anmerkungen) | Höchstplatzierung, Gesamtwochen, AuszeichnungChartplatzierungen (Jahr, Titel, Musiklabel, Platzierungen, Wochen, Auszeichnungen, Anmerkungen) | Höchstplatzierung, Gesamtwochen, AuszeichnungChartplatzierungen (Jahr, Titel, Musiklabel, Platzierungen, Wochen, Auszeichnungen, Anmerkungen) | Höchstplatzierung, Gesamtwochen, AuszeichnungChartplatzierungen (Jahr, Titel, Musiklabel, Platzierungen, Wochen, Auszeichnungen, Anmerkungen) | Höchstplatzierung, Gesamtwochen, AuszeichnungChartplatzierungen (Jahr, Titel, Musiklabel, Platzierungen, Wochen, Auszeichnungen, Anmerkungen) | Anmerkungen                            |
| Jahr | Titel Musiklabel                                            | DE | AT | CH | UK | US | Anmerkungen                            |
| ---- | ----------------------------------------------------------- | --- | --- | --- | --- | --- | -------------------------------------- |
| 2011 | Every Kingdom Island Records                                | DE49 Gold · (17 Wo.)DE | — | CH59 (2 Wo.)CH | UK4 ×3Dreifachplatin · (148 Wo.)UK | US— GoldUS | Erstveröffentlichung: 3. Oktober 2011  |
| 2014 | I Forget Where We Were Universal-Island Records Ltd.        | DE12 (3 Wo.)DE | AT26 (1 Wo.)AT | CH15 (3 Wo.)CH | UK1 Platin · (37 Wo.)UK | US23 (2 Wo.)US | Erstveröffentlichung: 17. Oktober 2014 |
| 2018 | Noonday Dream Universal-Island Records Ltd.                 | DE17 (2 Wo.)DE | AT38 (1 Wo.)AT | CH39 (1 Wo.)CH | UK4 (3 Wo.)UK | US138 (1 Wo.)US | Erstveröffentlichung: 1. Juni 2018     |
| 2021 | Collections from the Whiteout Universal-Island Records Ltd. | DE19 (1 Wo.)DE | — | CH81 (1 Wo.)CH | UK1 (1 Wo.)UK | — | Erstveröffentlichung: 26. März 2021    |
| 2023 | Is It? Universal-Island Records Ltd.                        | DE66 (1 Wo.)DE | — | — | UK17 (1 Wo.)UK | — | Erstveröffentlichung: 16. Juni 2023    |

Extended Plays
- Games in the Dark EP (2008; Independent Release)
- These Waters EP (7. Juli 2009; Dualtone Records)
- Old Pine EP (31. Mai 2011; Communion)
- The Burgh Island EP (31. Oktober 2012; Universal-Island Records Ltd.)

### Singles
| Jahr | Titel Album                                    | Höchstplatzierung, Gesamtwochen, AuszeichnungChartplatzierungen (Jahr, Titel, Album, Platzierungen, Wochen, Auszeichnungen, Anmerkungen) | Höchstplatzierung, Gesamtwochen, AuszeichnungChartplatzierungen (Jahr, Titel, Album, Platzierungen, Wochen, Auszeichnungen, Anmerkungen) | Anmerkungen                                                                         |
| Jahr | Titel Album                                    | DE | UK | Anmerkungen                                                                         |
| --- | ---------------------------------------------- | --- | --- | ----------------------------------------------------------------------------------- |
| 2011 | The Wolves Every Kingdom                       | — | UK70 Gold · (6 Wo.)UK | Erstveröffentlichung: 20. Juli 2011                                                 |
| 2011 | Keep Your Head Up Every Kingdom                | DE68 Gold · (9 Wo.)DE | UK46 Platin · (15 Wo.)UK | Erstveröffentlichung: 28. August 2011                                               |
| 2012 | The Fear Every Kingdom                         | — | UK58 Silber · (3 Wo.)UK | Erstveröffentlichung: 26. März 2012                                                 |
| 2012 | Only Love Every Kingdom                        | — | UK9 ×2Doppelplatin · (22 Wo.)UK | Erstveröffentlichung: 4. Mai 2012                                                   |
| 2014 | I Forget Where We Were                         | — | UK54 Silber · (10 Wo.)UK | Erstveröffentlichung: 24. Oktober 2014                                              |
| Folgende Lieder erschienen nicht als Single, wurden aber durch das Album zum Download und Streaming bereitgestellt und konnten somit eine Platzierung erlangen: |                                                | | |                                                                                     |
| |                                                | | |                                                                                     |
| 2012 | Burgh Island The Burgh Island EP               | — | UK32 (2 Wo.)UK |                                                                                     |
| 2012 | Oats in the Water The Burgh Island EP          | — | UK89 Silber · (1 Wo.)UK |                                                                                     |
| 2014 | Depth over Distance Keep Your Head Up (Single) | DE55 (1 Wo.)DE | — | ursprünglich B-Seite zu Keep Your Head Up, wurde in Deutschland im Tatort verwendet |

Weitere Singles
- Old Pine (2012) (UK: Platin)
- End of the Affair (2014)
- Heave Ho (2019)
- Couldn’t Make It Up (2023)
- Walking Backwards (2023)
- Life in the Time (2023)

## Auszeichnungen für Musikverkäufe
| Silberne Schallplatte - Vereinigtes Königreich - 2023: für das Lied Promise Goldene Schallplatte - Australien - 2023: für das Album Every Kingdom - 2023: für die Single I Forget Where We Were - 2023: für das Lied Promise - Belgien - 2012: für die Single The Fear - Brasilien - 2024: für die Single Only Love - Dänemark - 2019: für die Single Only Love - Kanada - 2015: für das Album Every Kingdom - Neuseeland - 2025: für das Album I Forget Where We Were - Schweden - 2014: für das Album Every Kingdom | Platin-Schallplatte - Australien - 2023: für die Single Keep Your Head Up - 2023: für die Single Old Pine - Dänemark - 2025: für das Album Every Kingdom - Neuseeland - 2020: für das Album Every Kingdom - 2020: für die Single Only Love - 2024: für die Single Keep Your Head Up - Niederlande - 2013: für das Album Every Kingdom 2× Platin-Schallplatte - Australien - 2023: für die Single Only Love |

Anmerkung: Auszeichnungen in Ländern aus den Charttabellen bzw. Chartboxen sind in ebendiesen zu finden.
| Land/RegionAuszeichnungen für Musikverkäufe (Land/Region, Auszeichnungen, Verkäufe, Quellen) | Silber     | Gold       | Platin       | Verkäufe  | Quellen              |
| -------------------------------------------------------------------------------------------- | ---------- | ---------- | ------------ | --------- | -------------------- |
| Australien (ARIA)                                                                            | —          | 3× Gold3   | 4× Platin4   | 385.000   | aria.com.au          |
| Belgien (BRMA)                                                                               | —          | Gold1      | —            | 15.000    | ultratop.be          |
| Brasilien (PMB)                                                                              | —          | Gold1      | —            | 30.000    | pro-musicabr.org.br  |
| Dänemark (IFPI)                                                                              | —          | Gold1      | Platin1      | 65.000    | ifpi.dk              |
| Deutschland (BVMI)                                                                           | —          | Gold1      | —            | 150.000   | musikindustrie.de    |
| Kanada (MC)                                                                                  | —          | Gold1      | —            | 40.000    | musiccanada.com      |
| Neuseeland (RMNZ)                                                                            | —          | Gold1      | 3× Platin3   | 82.500    | radioscope.co.nz NZ2 |
| Niederlande (NVPI)                                                                           | —          | —          | Platin1      | 50.000    | nvpi.nl              |
| Schweden (IFPI)                                                                              | —          | Gold1      | —            | 20.000    | Einzelnachweise      |
| Vereinigte Staaten (RIAA)                                                                    | —          | Gold1      | —            | 500.000   | riaa.com             |
| Vereinigtes Königreich (BPI)                                                                 | 4× Silber4 | 2× Gold2   | 8× Platin8   | 4.900.000 | bpi.co.uk            |
| Insgesamt                                                                                    | 4× Silber4 | 13× Gold13 | 17× Platin17 |           |                      |

## Auszeichnungen
BRIT Awards
- 2013: in der Kategorie „British Breakthrough Act“
- 2013: in der Kategorie „British Male Solo Artist“[8]

## Film
- Ben Howard. Jazzopen Stuttgart 2021. Dokumentarfilm. Regie: Michael Maschke, Deutschland 2021.

## Trivia
Sein Song Oats in the Water wurde im Trailer zum Action-Rollenspiel The Witcher 3: Wild Hunt benutzt.